# Monts-sur-Guesnes
Monts-sur-Guesnes település Franciaországban, Vienne megyében. Lakosainak száma 917 fő (2022. január 1.). Monts-sur-Guesnes Dercé, Guesnes, Prinçay, Saires és Verrue községekkel határos.

## Népesség
A település népességének változása:
| Lakosok száma | 732  | 811  | 842  | 895  | 902  | 909  | 916  | 911  | 917  |
|               | 2013 | 2015 | 2016 | 2017 | 2018 | 2019 | 2020 | 2021 | 2022 |